# 이그니콕쿠스 호스피탈리스
이그니콕쿠스 호스피탈리스는 이그니콕쿠스속에 속하는 한 종이다.